# فرانسیسکو پرادیا اورتیز
فرانسیسکو پرادیا اورتیز (اسپانیایی: Francisco Pradilla Ortiz‎)؛ (۲۴ ژوئیهٔ ۱۸۴۸ – ۱ نوامبر ۱۹۲۱) نقاش اهل اسپانیا بود.
وی همچنین برندهٔ جوایزی همچون پور لی میریت شده است.

## زندگی‌نامه
وی در Villanueva de Gallegoدر نزدیکی ساراگوسا، آراگون متولد شد و ابتدا در ساراگوسا تحصیل نمود و پس از آن به دانشگاه "RealAcademia de Bellas Artes de San Fernando" و دانشگاه "de Acuarelistas" (آکادمی آبرنگ Watercolorists) در مادرید منتقل شد.
در سال ۱۸۷۳، او یکی از اولین دانش آموختگان برگزیده برای تحصیل در آکادمی جدید اسپانیایی در رم شد و از آنجا او فرصتی برای سفر به فرانسه و ونیز را بدست آورد و زیر نظر استادان قدیمی برای تحصیل و کسب تجربه قرار گرفت.
سال ۱۸۷۸ نقاشی او "دونا جوانا دیوانه" (Doña Joanna the Mad) در نمایشگاه ملی در اسپانیا به نمایش درآمد و مدال افتخار اعطا شد. سپس سنای اسپانیایی به وی برای ایجاد تابلوی "تسلیم شدن گرانادا" (La Rendición de Granada) سفارش داد که او این اثر هنری را در زمان سه سال تا ۱۸۸۲ تکمیل نمود.
| (Doña Joanna the Mad) | (La Rendición de Granada) |

سال ۱۸۸۱ او مدیر آکادمی هنر اسپانیایی در رم شد اما پس از دو سال از این پست استعفا داد. وی سفر می‌کرد و بیشتر در ایتالیا برای به تصویر کشیدن تم محلی و مردم بود و در ۱۸۹۷ به عنوان مدیر "موزه دل پرادو" به مادرید بازگشت. او در این سمت تنها به طور محدود فعالیت کرد و سپس دوباره بر روی نقاشی متمرکز شد.

## نگارخانه

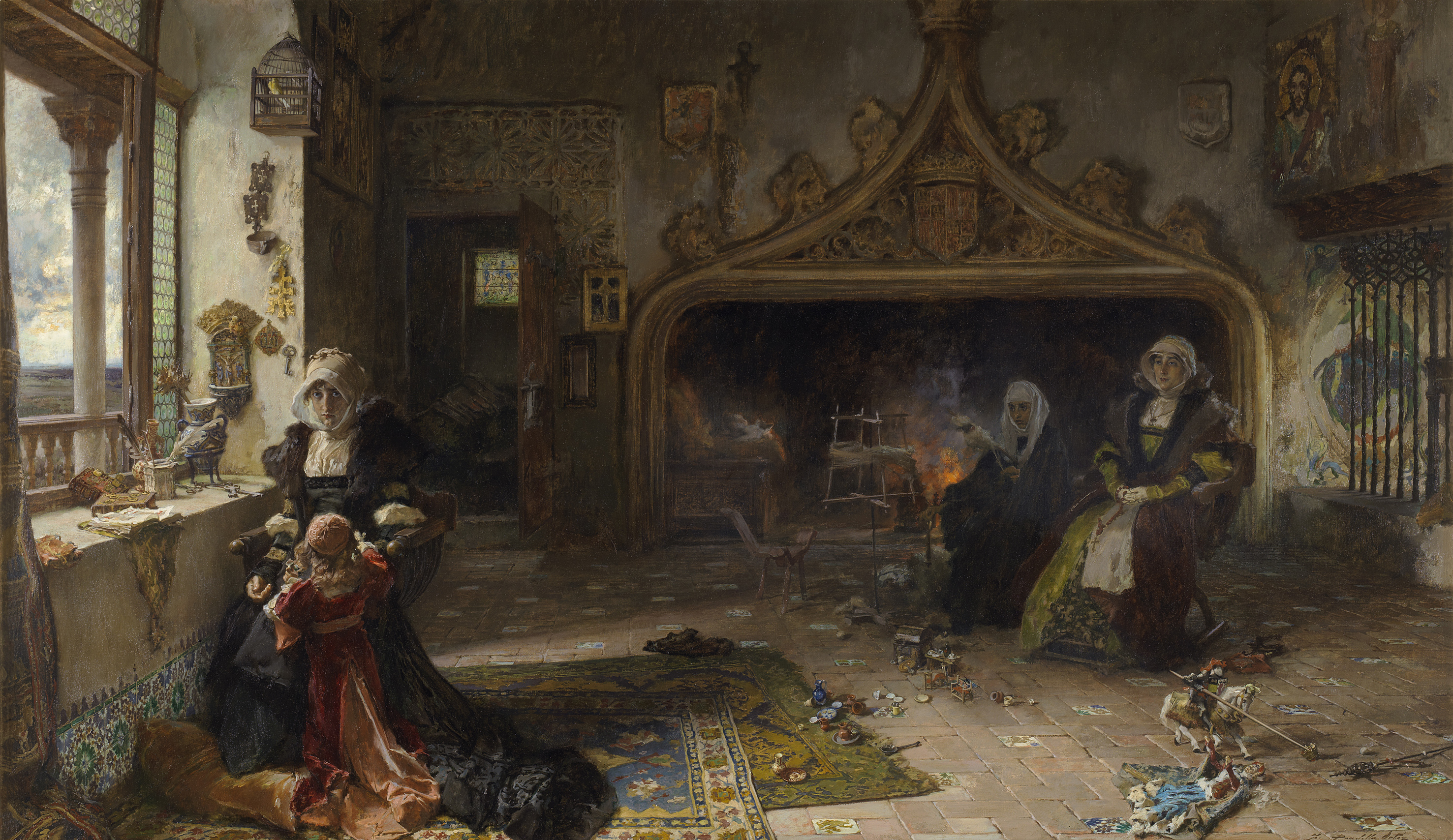
جوانا زندانی در تردسییاس با دخترش کاتالینا (موزه دل پرادو، ۱۹۰۶)
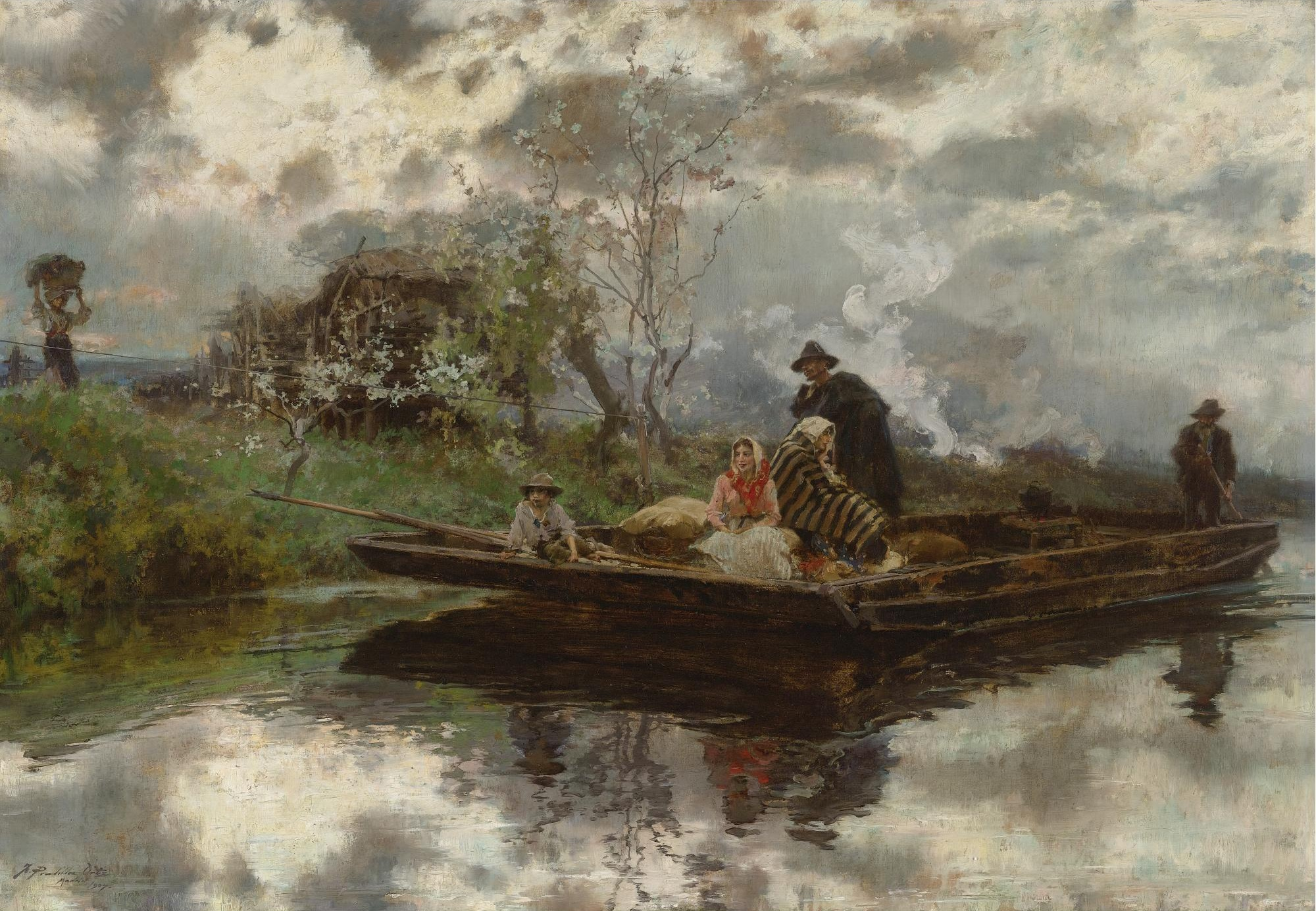
بهار مه در ایتالیا
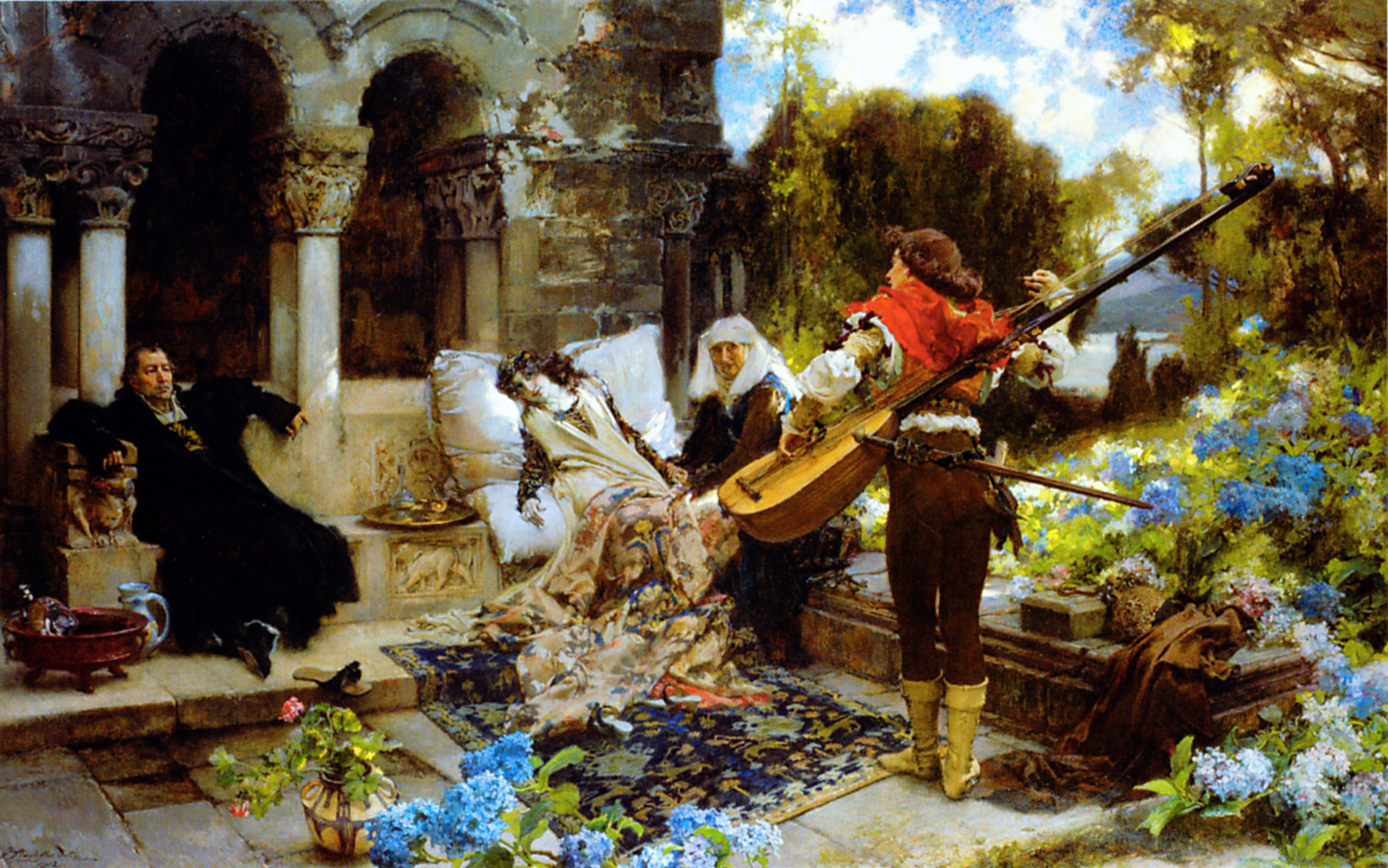
بیماری عشق
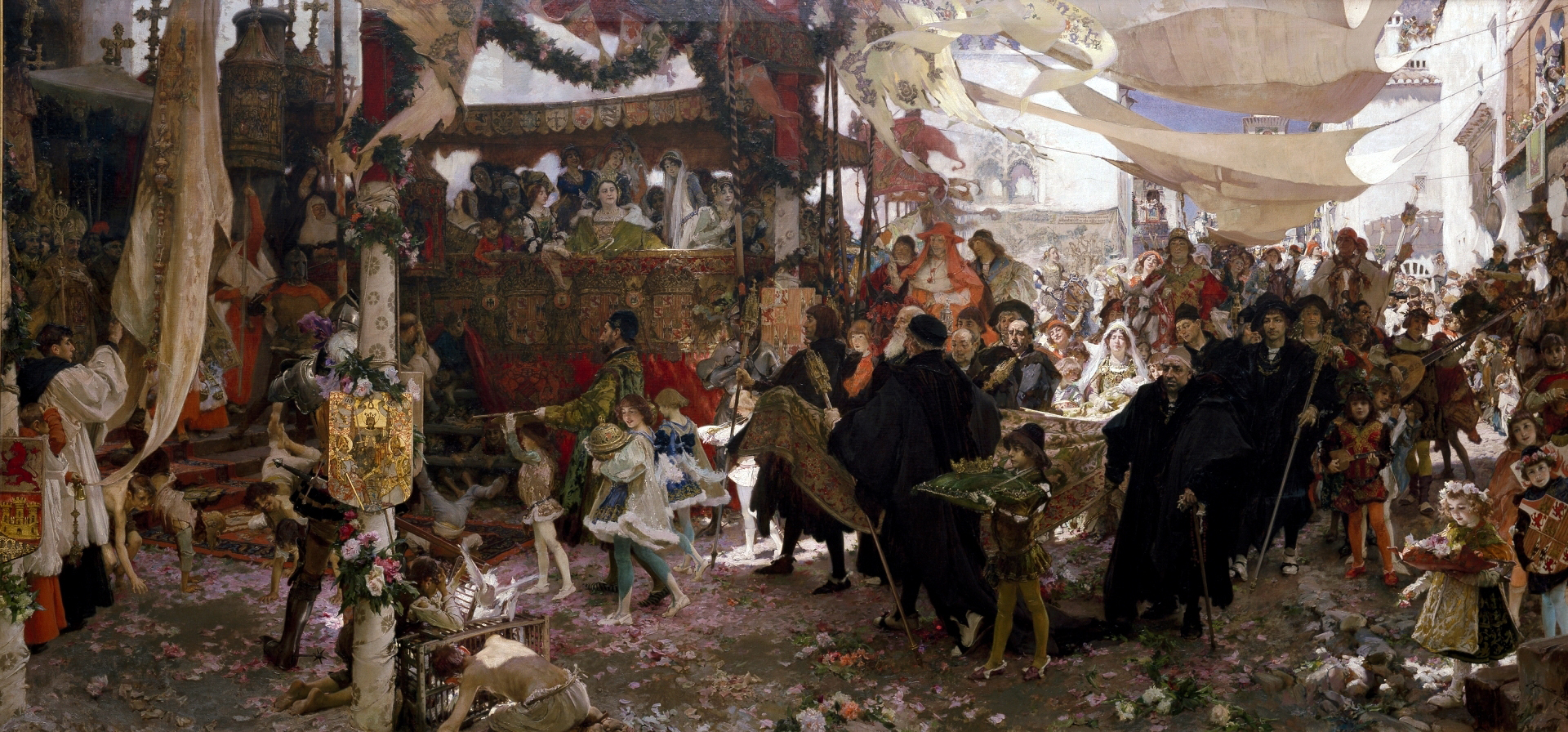
غسل تعمید پرنس جان
(موزه دل پرادو، ۱۹۱۹)